# Municipio de Severance
El municipio de Severance (en inglés: Severance Township) es un municipio ubicado en el condado de Sibley en el estado estadounidense de Minnesota. En el año 2010 tenía una población de 253 habitantes y una densidad poblacional de 2,57 personas por km².

## Geografía
El municipio de Severance se encuentra ubicado en las coordenadas 44°30′18″N 94°33′16″O / 44.50500, -94.55444. Según la Oficina del Censo de los Estados Unidos, el municipio tiene una superficie total de 98.63 km², de la cual 94,87 km² corresponden a tierra firme y (3,82 %) 3,76 km² es agua.

## Demografía
Según el censo de 2010, había 253 personas residiendo en el municipio de Severance. La densidad de población era de 2,57 hab./km². De los 253 habitantes, el municipio de Severance estaba compuesto por el 94,47 % blancos, el 0,4 % eran amerindios, el 0,4 % eran asiáticos y el 4,74 % eran de una mezcla de razas. Del total de la población el 3,16 % eran hispanos o latinos de cualquier raza.